# Sarah Schulman

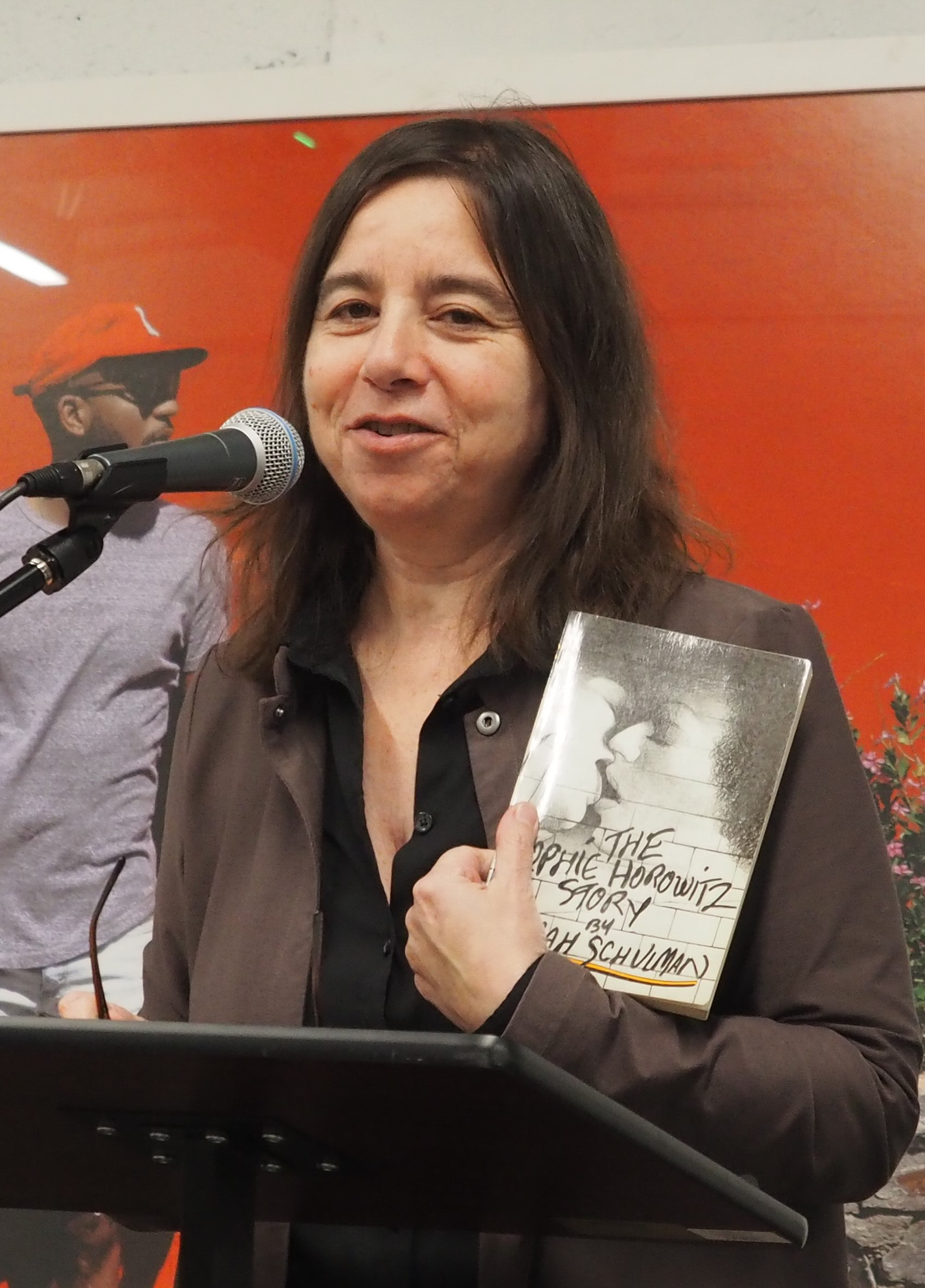
Sarah Schulman (2018)

Sarah Miriam Schulman (* 28. Juli 1958 in New York City) ist eine US-amerikanische LGBT-Aktivistin, Autorin, Historikerin und Hochschullehrerin.

## Biographie
Schulman ist als Professorin für Englisch am Weinberg College of Arts & Sciences der Northwestern University in Illinois tätig. Sie lebt offen lesbisch. Schulman ist Autorin von Romanen, Sachbüchern und Theaterstücken.
Ihr erster Roman erschien 1984. Schulmans erste Romane sind in der Subkultur der Lower East Side von Manhattan angesiedelt.
1987 gründete sie gemeinsam mit dem Filmregisseur Jim Hubbard das Filmfestival The New York Lesbian and Gay Experimental Film Festival (gegenwärtig MIXand). Im selben Jahr schloss sich Schulman der Bewegung Act Up in New York an, um die Rechte von Menschen mit HIV und AIDS zu stärken. Sie war bis 1992 ein Mitglied der Organisation. Gemeinsam mit Hubbard koordinierte sie ab 2003 ein Oral-History-Projekt zur Geschichte von Act Up. Gemeinsam mit Hubbard schrieb sie das Drehbuch zum 2012 erschienenen Dokumentarfilm United in Anger: A History of ACT UP. 2021 veröffentlichte sie das Buch Let the Record Show über die Geschichte von Act Up. Dabei war es ihr wichtig, die Rolle von Frauen und Menschen of Color in der Geschichte der Bewegung hervorzuheben, die ihrer Ansicht nach vorher in der Geschichtserzählung über Act Up unterrepräsentiert waren.

## Politische  Aktivitäten
Von 1979 bis 1982 war Schulman als Aktivistin bei der Organisation CARASA (Committee for Abortion Rights and Against Sterilization Abuse) engagiert.
Schulman ist Mitglied des Beirates der Organisation Jewish Voice for Peace und unterstützt die Kampagne Boycott, Divestment and Sanctions.
Im Oktober 2024 gehörte Schulman zu den Unterzeichnern eines Aufrufs zum Boykott israelischer Kulturinstitutionen, „die an der überwältigenden Unterdrückung der Palästinenser mitschuldig sind oder diese stillschweigend beobachtet haben“.

## Sachbücher
In ihrem Buch Israel/Palestine and the Queer International beschreibt Schulman, wie sie Teil der Boycott-, Divestment- und Sanctions-Bewegung (BDS) wurde. Im Zentrum ihres Buches stehen ihre Bemühungen, ihren queeren Aktivismus mit der Palestinian Campaign for the Academic and Cultural Boycott of Israel (PACBI) in Einklang zu bringen. Ihr Buch ist laut David Gorshein eine aufschlussreiche, kritische und persönliche Interpretation der Themen rund um umfassende Israel-Boykott-Bewegungen und zum angeblichen israelischen Pinkwashing. Wie immer sei Schulmans Schreibstil anspruchsvoll, intelligent und dennoch gut zugänglich. Das Buch wurde im Jahr 2014 von der American Library Association auf der Over the Rainbow Project book list aufgeführt.
Das Buch Let the Record Show: A Political History of ACT UP New York, 1987–1993 ist eine Oral-History-Publikation aus dem Jahr 2021. Anhand von 188 Interviews, die im Rahmen des ACT UP Oral History Project geführt wurden, zeigt Schulman, wie die Aktivistengruppe aufgrund ihrer dezentralen, dramatischen Aktionen erfolgreich war, und betont den Beitrag von People of Color und Frauen zur Bewegung. Let the Record Show wurde allgemein positiv aufgenommen, darunter mit positiven Bewertungen von Kirkus Reviews und Library Journal. Kirkus bezeichnete das Buch als „vitale, demokratische Wahrheitsfindung“ und Library Journal merkte an: „Dieses fesselnde, leicht zugängliche Buch wird ein breites Publikum unter Lesern finden, die sich für Basisaktivismus interessieren. Es wird auch ein grundlegendes Dokument für Historiker der kommenden Generationen sein.“ Parl Sehgal von der New York Times schrieb: „Dies ist ein Buch über die Vergangenheit, geschrieben in der Wut der Gegenwart – inmitten einer weiteren Epidemie –, aber sein Blick ist auf die Zukunft gerichtet. Let the Record Show will die Geschichte nicht verehren, sondern durchforsten, um das zu finden, was wir brauchen könnten.“ Rebecca Makkai bezeichnet Let the Record Show in ihrer Rezension in der New York Times Book Review als „ein Meisterwerk: teils Soziologie, teils mündlich überlieferte Geschichte, teils Memoiren, teils Aufruf zum Kampf“. Die Rezension in Publishers Weekly merkte kritisch an: „Leser, die mit ACT UP weniger vertraut sind, wünschen sich vielleicht eine klarere Erklärung der Organisationsstruktur und mehr narrative Kohäsion, als Schulman bietet. Dennoch sind ihre Perspektive aus erster Hand und ihre zahlreichen Details ein wertvolles Zeugnis für den Mut und das Engagement vieler unbekannter Aktivisten.“ Die freiberufliche Autorin Vicky Osterweil kritisierte Let the Record Show in einem Artikel in Jewish Currents im Herbst 2021. In einer ansonsten positiven Rezension sagte Osterweil, dass Schulman die Präsenz und den Einfluss von Trans-Mitgliedern von ACT UP nicht korrekt dargestellt habe. In einer separaten Antwort von Jewish Currents auf Osterweils Artikel hieß es, Osterweil habe falsch dargestellt, warum Schulman die Anwesenheit von schwarzen Trans-Aktivisten bei der Stop the Church-Aktion bestritten habe. NPR bewertete Let the Record Show als eines der besten Sachbücher des Jahres 2021 und NBC nahm es in seine Liste der 10 bemerkenswertesten LGBTQ-Bücher des Jahres 2021 auf.
Das Buch Stagestruck: Theater, Aids, and the Marketing of Gay America befasst sich mit den Ähnlichkeiten zwischen Schulmans Buch People in Trouble und Jonathan Larsons MusicalRent. Schulman beschreibt die Machtstrukturen der New Yorker Theater- und Medienszene und ihren Kampf um finanzielle Entschädigung aus dem Nachlass von Jonathan Larson. Larson hatte ihr Buch gelesen und gut gekannt, als er sein Musical schrieb. Rent greift viele Figuren und Situationen aus ihrem Roman People in Trouble auf, den Schulman 1991 veröffentlichte.  In einer Rezension für CNN schreibt Ted Gideonse, dass das Buch eine „vernichtende Analyse der populärkulturellen Darstellungen von AIDS und Homosexualität“ sei. In der New York Times schreibt Jesse Green, dass das Buch zu Übertreibungen neige und scharfe Kritik am Musical Rent übe.

## Auszeichnungen
- 1989: Stonewall Book Award für den Roman Ohne Delores
- 1999: Stonewall Book Award für das Sachbuch Stagetruck. Theater, AIDS and Marketing of Gay America[27]
- 2022: Lambda Literary Award (LGBTQ Nonfiction) für Let the Record Show[28]

## Werke
Prosa
- Die Boheme der Ratten. Roman („Rat Bohemia“). Argument-Verlag, Berlin 1996, ISBN 3-88619-461-2.
- The Child. A novel. Arsenal Pulp Press, Vancouver 2008, ISBN 978-1-55152-243-2.
- Einfühlung. Roman („Empathy“). Argument-Verlag, Hamburg 2000, ISBN 3-88619-453-1.
- Futuranskys Stadt. Roman. Argument-Verlag, Hamburg 1994, ISBN 3-88619-456-6.
- Girls, Visions and Everything. A novel. Sheba Feminist Press, London 1991, ISBN 0-907179-58-4.
- Leben am Rand. Roman („People in Trouble“). Argument-Verlag, Hamburg 1992, ISBN 3-88619-450-7.
- Ohne Delores. Roman („After Delores“). Argument-Verlag, Berlin 1992, ISBN 3-88619-525-2 (Ariadne-Krimi; 1025; übersetzt in acht Sprachen).
- Schimmer. Roman („Shimmer“). Argument-Verlag, Hamburg 2001, ISBN 3-88619-477-9.
- Die Sophie Horowitz Story. Roman („The Sophie Horowitz Story“). Argument-Verlag, Berlin 1996, ISBN 3-88619-577-5 (Ariadne-Krimi; 1077).

Sachbücher
- My american History. Lesbian and Gay Life During the Reagan/Bush Years. Routledge, New York 1995, ISBN 0-415-90852-3.
- Stagestruck. Theater, AIDS and the Marketing of Gay America. Duke University Press, 1998. ISBN 978-0-8223-2264-1
- Ties That Bind: Familial Homophobia and Its Consequences. The New Press, 2009. ISBN 978-1-5955-8480-9
- Israel/Palestine and the Queer International. Duke University Press, 2012. ISBN 978-0-8223-5373-7 (Paperback)
- The Gentrification of the Mind: Witness to a Lost Imagination. University of California Press, 2012. ISBN 978-0-5202-6477-9
- Conflict Is Not Abuse: Overstating Harm, Community Responsibility and the Duty of Repair. Arsenal Pulp Press, 2016. ISBN 978-1-5515-2643-0 (Paperback)
- Let the Record Show: A Political History of ACT UP New York, 1987-1993. Farrar, Straus & Giroux, 2021. ISBN 978-0-3741-8513-8